# Капитоло (Бриндизи)
Капитоло (итал. Capitolo) је насеље у Италији у округу Бриндизи, региону Апулија.
Према процени из 2011. у насељу је живело 25 становника. Насеље се налази на надморској висини од 312 м.